# Diego Valdez (calciatore 1993)
Diego Gabriel Valdez Samudio (Asunción, 14 novembre 1993) è un calciatore paraguaiano, centrocampista dello Sportivo Ameliano.